# Wolfgang Schimböck
Wolfgang Schimböck (* 20. November 1953 in Linz) ist ein österreichischer sozialdemokratischer Politiker. Er war von 2003 bis 2009 Mitglied des Bundesrates.

## Leben
Nach seiner Ausbildung zum Versicherungskaufmann in den Jahren 1969 bis 1973 arbeitete er von 1973 bis 1984 als Sicherheitswachebeamter bei der Bundespolizeidirektion Linz, wo er die Polizeischule absolvierte. Schimböck machte im Jahr 1977 die Beamtenaufstiegsprüfung (B-Matura) beim Stadtschulrat Wien, die Berufsreifeprüfung legte er 1978 an der Johannes Kepler Universität Linz ab. 1979 erfolgte die Ausbildung und Dienstprüfung für Dienstführende Beamte bei der Polizeidirektion Wien.
Er arbeitete von 1984 bis 1989 als Organisationssekretär bei der ÖGB-Landesexekutive OÖ, anschließend bis 1990 war er Landessekretär der ASKÖ OÖ. Im Jahr 1990 legte er die Befähigungsprüfung für Werbemittlung und Werbeberatung sowie die Lehrlingsausbildnerprüfung bei der Wirtschaftskammer ab.
Ab 1991 war Schimböck Geschäftsführender Gesellschafter der Z & K Messen und Kongresse GmbH mit Sitz in Linz und Wien.
Schimböck ist Vater zweier Töchter.

## Politik
Schimböck trat der SPÖ 1973 bei. Er war von 1976 bis 1979 stellvertretender Bezirksvorsitzender der Jungen Generation in der SPÖ, Geschäftsführer des Klubs der Exekutive OÖ. Von 1975 bis 1983 betätigte sich Schimböck als Personalvertreter bei der Bundespolizeidirektion Linz. Von 1983 bis 1984 war er Obmannstellvertreter der Versicherungsanstalt öffentlich Bediensteter OÖ. Nebenbei war er ab 1983 bis 1992 Obmann der SP-Sektion Kapuzinerstraße in Linz, er ist seit 1995 Bezirksobmann des Wirtschaftsverbandes Linz, seit 1998 Landespräsident des Wirtschaftsverbandes OÖ. und Mitglied des SPÖ-Landesparteivorstandes OÖ. In der Zeit von 1985 bis 2003 saß er im Gemeinderat der Landeshauptstadt Linz. Weiters war er von 1996 bis 2000 Mitglied des Verwaltungsausschusses des Vorstandes der AUVA und in der Zeit von 2001 bis 2003 Mitglied des Verwaltungsrates und des Präsidiums des Hauptverbandes der Sozialversicherungsträger. Zwischen dem 23. Oktober 2003 und dem 22. Oktober 2009 war Schimböck Mitglied des Bundesrates.